# Smith & Wesson Model 1006
A Smith & Wesson Model 1006 (ou simplesmente Model 1006) é uma pistola semiautomática, operada por ação de recuo (SA/DA) para o cartucho 10mm Auto, introduzida pela Smith & Wesson em 1990. A S&W 1006 é considerada a pistola padrão S&W de 3ª geração em 10mm.

## Histórico
A Model 1006 foi produzida a partir de 1990 até 1995, tendo sido a primeira da série "S&W 1000" de pistolas semiautomáticas de terceira geração, tendo sido produzidas cerca de 26.978 delas.
Após o caso do tiroteio de Miami de 1986, depois de testes e avaliações, foi criada a "Model 1076" nessa família de pistolas, para atender as demandas do FBI. Esse modelo, um pouco mais curto, com cano de 4,25 polegadas (108 milímetros) e pesando um pouco mais, 40 onças (1 130 gramas), era todo feito em aço inoxidável, e diferente das demais, usava a trava de desarme no estilo das pistolas da SIG Sauer montadas na lateral do corpo e não na lateral do slide, e foi uma das primeiras a ser produzida usando a tecnologia de CNC.

## Projeto
A Model 1006 é construída inteiramente em aço inoxidável, com cano de 5 polegadas (127 milímetros) e um carregador monofilar para 9 cartuchos. Seu sistema de segurança é uma trava de bloqueio montada no slide, as proteções internas são: uma desconexão do carregador e um bloquio do pino de percussão, e estava disponível com miras fixas ou ajustáveis.
A Model 1006 foi a primeira da série S&W 1000 de pistolas semiautomáticas de terceira geração; as variações dela incluem os modelos 1026, 1046, 1066, 1076 ("FBI Model") e 1086. As pistolas da "série 1000" foram das armas de mão para 10 mm mais robustas e resistentes já construídas, lidando facilmente com a potência deste potente cartucho. 
Outras séries de automóveis S&W de terceira geração incluem a 5906, a 4006 e a 4506.

## Variantes
Essas são as variantes criadas a partir da Model 1006 em 10mm Auto:
- S&W 1026: Pistola de ação dupla/simples (DA/SA) com segurança de desengate ("decocker") montado no corpo e cano de 5″.
- S&W 1046: Pistola de dupla ação (DAO) com cano de 5″.
- S&W 1066: Pistola de ação dupla/simples (DA/SA) com segurança de desengate ("decocker") montado no slide e cano de 4,25 ″.
- S&W 1076: Pistola de ação dupla/simples (DA/SA) com segurança de desengate ("decocker") montado no corpo e cano de 4,25″.
- S&W 1086: Pistola de dupla ação (DAO) com cano de 4,25 ″.

## Números de produção total
De acordo com a Smith & Wesson, um total de 50.796 pistolas da série Model 1006 e suas variantes em 10mm Auto foram produzidas:
| Modelo | Total produzido |
| ------ | --------------- |
| 1006   | 26.978          |
| 1026   | 3.135           |
| 1046   | 151             |
| 1066   | 5.067           |
| 1076   | 13.805          |
| 1086   | 1.660           |

## Usuários
A "Model 1076" é mais comumente conhecida como "FBI Pistol" porque o Bureau encomendou 10.000 pistolas desse modelo para seus agentes após o tiroteio de Miami de 1986. No entanto, surgiram problemas e o FBI recebeu apenas 2.400 pistolas antes de o contrato ser cancelado. Em 1990, a "Virginia State Police" fez um contrato com a S&W para 2.200 pistolas Modelo 1026 e, em julho de 1990, eles haviam recebido todo o pedido. O "Model 1026" era idêntico ao "Model 1076" do FBI, mas com um cano padrão de 5 polegadas em vez do de 4,25 polegadas. A "Virginia State Police" também teve problemas com a pistola e a redução da carga de energia recomendada pelo FBI. Em 1994, devido aos problemas contínuos com a 1026, a "Virginia State Police" as trocou pela pistola SIG Sauer P228 de 9 mm.

## Recalls
Pouco depois da Model 1006 ter sido introduzida, a Smith e Wesson fez um "recall" relacionado a três itens: as talas de plástico da empunhadura que podiam se quebrar se a arma caisse em um determinado ângulo, permitindo que a mola do cão ficasse livre; os transportadores amarelos dos carregadores foram substituídos por modelos melhorados na cor branca (10 mm) e preta (.45), apenas para pistolas usadas pelas forças policiais, e isso foi considerado uma melhoria; existia um problema com todas as armas com alavanca de desengate como a 1076, a 1026, a 4576 etc, em todos os calibres, sendo o quadro corrigido no recall marcado com dois pontos sob a alavanca de desengate ("decocking") que são visíveis quando a alavanca é pressionada.
As Model 1026 e 1076 também tiveram um recall emitido, devido a problemas com a alavanca de desengate ("decocking") que poderiam tornar as pistolas inoperantes.